# 江口学
江口 学（えぐち まなぶ、1984年10月30日 - ）は、福岡県出身の元フットサル選手である。Fリーグのバサジィ大分、シュライカー大阪、府中アスレティックフットボールクラブなどに所属していた。ポジションはアラ。ボルク北九州に所属していた江口将志、シュライカー大阪に所属していた江口孝一は弟である。
現在はクレセールフットサルクラブの主力として、全日本フットサル選手権を軸とした現役を続けつつ、府中市を拠点とするクロノスフットサルスクールのコーチとして後進の育成に務めている。

## プレースタイル
類稀な身体能力と確かな足元の技術、驚異的なスピードをベースとした個人技を得意とする日本有数のドリブラー。現役時代は「日本で3本の指に入る」と称されたこともあるなどドリブル突破による局面打開を得意としており、その突破力は現役Fリーグの中でもトップクラスとされた。
一方、ドリブルへの拘りに反し、守備時の局面や戦術面に対する意識は決して高くはなく、チーム戦術よりも個を優先させる傾向がみられる場面もあるなど、諸刃の剣的なプレイヤーである。
現役時代を通じて精神的にもムラが散見され、乗ってる時は誰にも止められない反面、乗っていない時はプレーの質・覇気の両面に課題を見せるなど、ガラスのハートと揶揄されることもあった。

## 所属クラブ
- 2006年 GANTS
- 2007年-2011年 バサジィ大分
- 2011年 R,D/DINO'S
- 2011年 シュライカー大阪
- 2012年 ボルク北九州
- 2013年 府中アスレティックフットボールクラブ
- 2014年 府中アスレティックフットボールクラブ　サテライト
- 2015年 府中アスレティックフットボールクラブ
- 2018年～ クレセールフットサルクラブ

2018-19シーズンには実弟である江口孝一が代表を務め福岡県エントランスリーグに参戦を果たしたクレセールフットサルクラブに加入。県・九州大会を勝ち抜き、九州第1代表として第24回全日本フットサル選手権大会に出場したが、初戦にてペスカドーラ町田に１-３で惜敗。当試合のスターティング５のうち、FP４人は江口学、江口将志、江口考一、元府中アスレティックフットボールクラブのレジェンド小山剛史が担い、コアな観戦者・関係者を驚嘆せることとなった。
2019-20シーズンも同様にクレセールフットサルクラブの中心選手として、九州第1代表として第25回全日本フットサル選手権大会に出場を決めていたが、新型コロナウイルス感染拡大のため、選手権が中止となり、出場は果たせなかった。
2020-21シーズンは福岡県大会を勝ち抜いたものの、九州大会が同様に新型コロナウイルス感染拡大の影響を受けて中止となり、連盟推薦により第26回全日本フットサル選手権に出場。実弟の江口孝一や小山剛史、柴田祐輔、清家 大葵などの元プロを擁したクレセールは初戦でフウガドールすみだバッファローズと対戦。3-0から3-2へと追い上げられる展開ながら辛くも勝利し、初戦突破を果たした。2回戦では同選手権を優勝することとなるトルエーラ柏(現 SHINAGAWA CITY FUTSAL CLUB)と対戦。序盤は苦しみながらも善戦したが、前半終了間際に自身のミスから先制点を奪われ1-7と大敗を期した。結果的には、若手時代からの欠点である守備の局面での緩さがアダとなったこの失点がチームに重くのしかかり、戦い方を難しくしたと評されている。
2021-22シーズンもクレセールは福岡県大会、九州大会を勝ち抜き、九州絶対王者として第27回全日本フットサル選手権に出場。同年は柴田祐輔が登録外となったものの、太見寿人、日永田祐作がチームに加わり、選手層が厚くなっている。 

## 個人成績
| 国内大会個人成績 | 国内大会個人成績 | 国内大会個人成績 | 国内大会個人成績 | 国内大会個人成績 | 国内大会個人成績 | 国内大会個人成績      | 国内大会個人成績      | 国内大会個人成績 | 国内大会個人成績 | 国内大会個人成績 | 国内大会個人成績 |
| 年度             | クラブ           | 背番号           | リーグ           | リーグ戦         | リーグ戦         | リーグ杯              | リーグ杯              | オープン杯       | オープン杯       | 期間通算         | 期間通算         |
| 年度             | クラブ           | 背番号           | リーグ           | 出場             | 得点             | 出場                  | 得点                  | 出場             | 得点             | 出場             | 得点             |
| 日本             | 日本             | 日本             | 日本             | リーグ戦         | リーグ戦         | オーシャン アリーナ杯 | オーシャン アリーナ杯 | 全日本選手権     | 全日本選手権     | 期間通算         | 期間通算         |
| ---------------- | ---------------- | ---------------- | ---------------- | ---------------- | ---------------- | --------------------- | --------------------- | ---------------- | ---------------- | ---------------- | ---------------- |
| 2006             | GANTS            |                  |                  |                  |                  | -                     | -                     |                  |                  |                  |                  |
| 2007-08          | 大分             | 8                | Fリーグ          | 19               | 5                | -                     | -                     |                  |                  | 19               | 5                |
| 2008-09          | 大分             | 9                | Fリーグ          | 19               | 1                |                       |                       |                  |                  | 19               | 1                |
| 2009-10          | 大分             | 9                | Fリーグ          | 22               | 2                |                       |                       | 4                | 2                | 26               | 4                |
| 2010-11          | 大分             | 9                | Fリーグ          | 22               | 2                | 3                     | 1                     | 4                | 0                | 29               | 3                |
| 2011             | R,D/DINO'S       |                  | 九州             |                  |                  | -                     | -                     | -                | -                |                  |                  |
| 2011-12          | シュライカー大阪 | 20               | Fリーグ          | 9                | 0                | 4                     | 0                     | 0                | 0                | 13               | 0                |
| 2012-13          | ボルク北九州     | 24               | 九州             |                  |                  | -                     | -                     | 3                | 1                |                  |                  |
| 2013-14          | 府中アスレ       | 14               | Fリーグ          | 19               | 4                | 4                     | 0                     | 0                | 0                | 23               | 4                |
| 2015-16          | 府中アスレ       | 24               | Fリーグ          |                  |                  |                       |                       |                  |                  |                  |                  |
| 2018-19          | クレセール       | 9                | 福岡県           |                  |                  |                       |                       | 1                | 0                | 1                | 0                |
| 2019-20          | クレセール       | 24               | 福岡県           |                  |                  |                       |                       | 中止             | 中止             | 0                | 0                |
| 2020-21          | クレセール       | 24               | 福岡県           |                  |                  |                       |                       | 2                | 0                | 2                | 0                |
| 通算             | 日本             | 日本             | 通算             |                  |                  |                       |                       |                  |                  |                  |                  |